# Fritz Fellner
Friedrich Karl Paul Fellner (25. prosince 1922, Vídeň – 23. srpna 2012) byl rakouský historik.

## Životopis
Fellner promoval v roce 1948 z dějin na vídeňské univerzitě a habilitoval zde v roce 1960. V období 1964 až 1993 vyučoval všeobecné dějiny novověku na salcburské univerzitě. Ve svém výzkumu se zajímal o vztahy Rakouska a Německa ve 20. století a o nazírání rakouských historiků na toto období. Dále publikoval práce na téma 1. světové války nebo pařížské mírové konference.
V roce 1981 založil Gesellschaft für die Geschichte der Neuzeit (GEGEN). Měl dva syny – vydavatele Wolfganga Fellnera a Helmutha Fellnera.

## Dílo (výběr)
- Franz Schuselka: Ein Lebensbild. dizertace, Universität Wien, 1948.
- Schicksalsjahre Österreichs, 1908–1919: Das politische Tagebuch Josef Redlichs. 2 díly. Böhlau, Graz 1954.
- Der Dreibund: Eine Studie zur Bündnispolitik der europäischen Grossmächte 1882–1919. habilitace, Universität Wien, 1960.
- Vom Dreibund zum Völkerbund. Studien zur Geschichte der internationalen Beziehungen 1882–1919. Verlag für Geschichte und Politik, Vídeň 1994, ISBN 3-7028-0333-5.
- „… ein wahrhaft patriotisches Werk“. Die Kommission für Neuere Geschichte Österreichs 1897–2000. Böhlau, Vídeň 2001, ISBN 3-205-99376-4.
- Geschichtsschreibung und nationale Identität. Probleme und Leistungen der österreichischen Geschichtswissenschaft. Böhlau, Vídeň 2002, ISBN 3-205-77053-6.
- spoluautor Doris A. Corradini: Österreichische Geschichtswissenschaft im 20. Jahrhundert. Ein biographisch-bibliographisches Lexikon (= Veröffentlichungen der Kommission für Neuere Geschichte Österreichs. sv. 99). Böhlau, Vídeň 2006, ISBN 3-205-77476-0.
- spoluautor Doris A. Corradini: Schicksalsjahre Österreichs. Die Erinnerungen und Tagebücher Josef Redlichs 1869–1936. 3 díly. Böhlau, Vídeň 2011, ISBN 978-3-205-78617-7.